# David Afkham

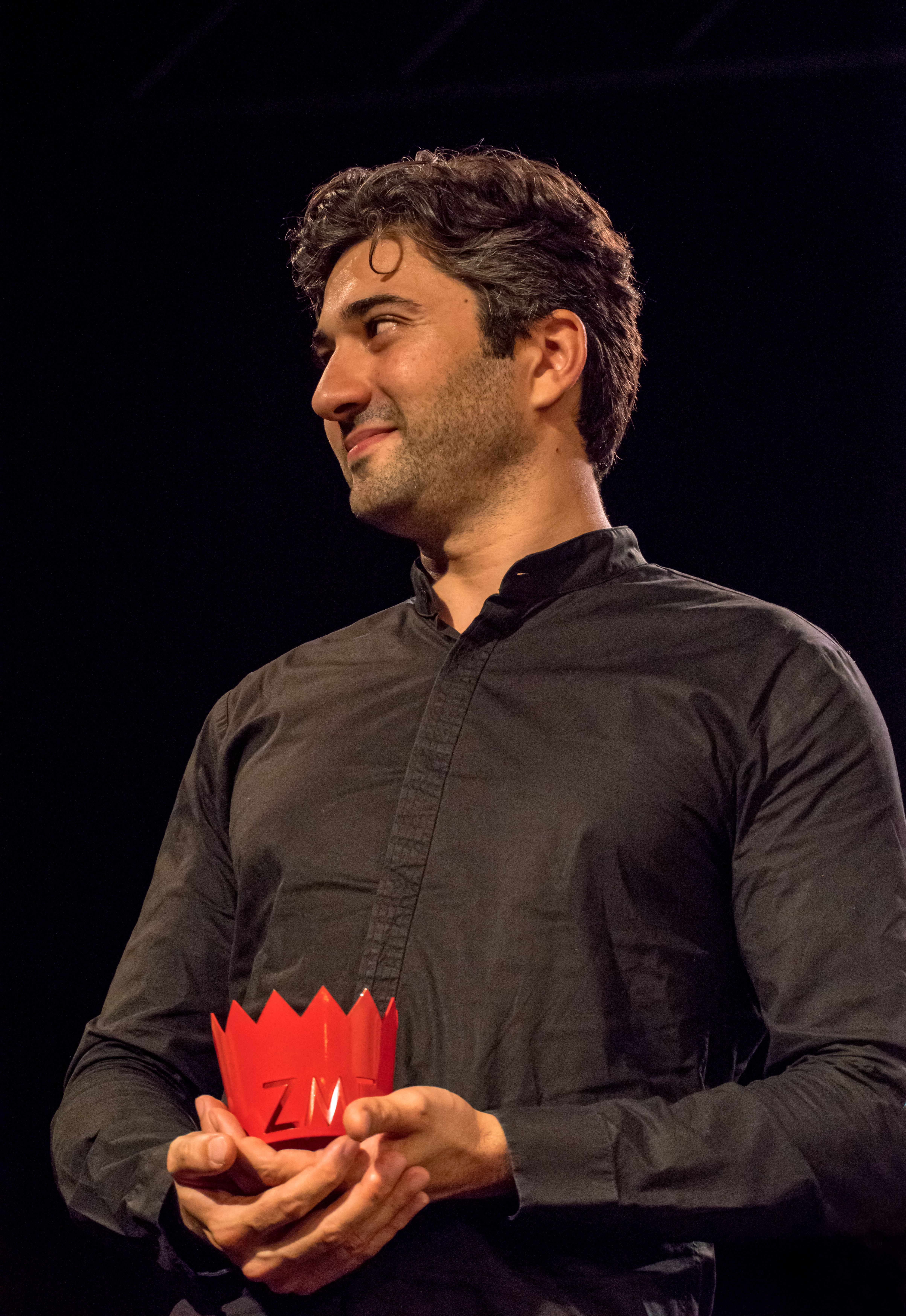
David Afkham en el Festival Zelt-Musik (2016), Friburgo, Alemania.

David Afkham (Friburgo de Brisgovia, 1983) es un director de orquesta alemán.

## Formación
Afkham nació en una familia de origen persa. Comenzó su educación musical a los cinco años en el Conservatorio de Música de su ciudad natal, donde estudió piano con James Avery.  A los seis años recibió sus primeras clases de violín y con quince ingresó en la Universidad de Música de su ciudad. En 2002 ganó el concurso Jugend Musiziert. En 2007 terminó sus estudios de dirección orquestal con Nicolás Pasquet en la  Escuela Superior de Música Franz Liszt de Weimar.
En 2008 Afkham ganó en Londres el primer premio en el Concurso de Dirección Donatella Flick y llegó a ser el ayudante de dirección de Valeri Gérgiev en la Orquesta Sinfónica de Londres. A partir de 2010 fue ayudante de dirección en la Joven Orquesta Gustav Mahler.
Por su parte, su hermano Micha Afkham fue viola en la Orquesta Filarmónica de Berlín a partir de 2004.

## Carrera internacional
Su carrera internacional le ha llevado a dirigir orquestas tan importantes como la Orquesta Sinfónica de Londres, la Joven Orquesta Gustav Mahler, la Orquesta de Cleveland, la Orquesta Filarmónica de Los Ángeles, la Orquesta Sinfónica de Viena, Orquesta Sinfónica Simón Bolívar, la Orquesta Sinfónica de Bamberg, la Orquesta Sinfónica de Chicago o la Orquesta Estatal de Weimar. Ha sido ayudante de dirección de Bernard Haitink con las orquestas del Royal Concertgebouw y la Orquesta Sinfónica de Chicago. Fue nombrado director de la KHG-Symphony-Orchestra de Friburgo.
En 2014 fue nombrado director principal de la Orquesta Nacional de España y, en 2019, director titular.

## Grabaciones discográficas
En 2011 se publicó en el sello Orfeo D'Or su grabación de la obra de Ligeti Atmospheres y de la Sinfonía n.º 10 de Shostakóvich. Afkham dirigía en ambos casos a la Joven Orquesta Gustav Mahler.
En 2017 se editó el disco titulado Parfum (Berlin Classics), en el que la soprano alemana Christiane Karg interpreta obras de Maurice Ravel (Shéhérazade), Claude Debussy (orquestado por John Adams: Le livre de Baudelaire, orquestación de los Cinq poèmes de Baudelaire de Debussy), Benjamin Britten (Quatre chansons françaises), Charles Koechlin (Trois mélodies Op. 17/3) y Henri Duparc (L'invitation au voyage, La vie antérieure y Phidylé). David Afkham dirige en este disco a la Orquesta Sinfónica de Bamberg.